# 三菱東京UFJ銀行大手町ビル
三菱東京UFJ銀行大手町ビル（みつびしとうきょうユーエフジェイぎんこうおおてまちビル）は、かつて東京都千代田区大手町一丁目にあった超高層ビルである。三和銀行東京営業部及び同東京本部として建設されたが、建て替えのため2012年に解体された。旧名称、サンワ東京ビル。

## 建築
1973年に、皇居大手濠・内堀通りに面した千代田区大手町一丁目1番1号に、三和銀行設立40周年を記念して三和銀行東京ビル（通称 サンワ東京ビル）が竣工した。その後三和銀行は2002年に東海銀行と合併しUFJ銀行、2005年に東京三菱銀行と合併して三菱東京UFJ銀行と行名を変更し、これに合わせて建物名称も変更している。
最高部の高さは99.7mで、これまでの日本の銀行建築で100m近いものは例がなく、銀行の高層化が話題になった。内堀通りから日比谷通りまで連続した敷地を持つのは本ビルのみで、ビジネス街の日比谷通り側には営業部門が入る低層部、中央に同行の東京本部が入る高層部、皇居側は1650m2のプラザ（公開緑地）とし、低層部屋上にも庭園を設けた。黒の花崗岩仕上げで、全階にバルコニーを持つ彫りの深い外観を有する。二重ガラスの窓は南北側で1.5m、東西側では2.6m外壁から引っ込めてあり、直射日光を遮り地震時のガラス落下防止の役割を持たせた。建物の外周は歩道と一体となった公開空地を提供している。低層部の床面は道路より50cmほど下げ、高層部のエレベーターも中央からずらし、日比谷通り側・内堀通り側から向こう側を見通せる「視覚の道」を形づくった。
1975年に第16回BCS賞、2008年には日本建築家協会主催第8回JIA25年賞を受賞した。
その後南側に隣接するりそな・マルハビルとともに建て替えられることとなり、2012年より解体に着手。本ビル跡地には、2017年1月に大手町パークビルディングが竣工した。また再開発街区は大手町ホトリアと命名された。